# Сіреджук Петро Степанович
Петро Степанович Сіреджук (нар. 23 листопада 1949, с. Космач, Україна) — український педагог, історик, краєзнавець. 
Доктор історичних наук (2010).  
Постійний член Гуцульського дослідницького інституту в м. Чикаго (1994, США); голова історико-краєзнавчої секції Регіонального об’єднання дослідників Гуцульщини. 
Лауреат премії імені Івана Крип’якевича (1996), стипендіат Польської АН (1995, 1998, 2003, 2006) та Королеви Ядвіги Ягеллонського університету в м. Краків (2005, Польща), Інституту Гердера в Німеччині (1996). Почесний член Спілки краєзнавців Прикарпаття (1997).

## Життєпис
Петро Сіреджук народився 23 листопада 1949 року в селі Космач Косівського району Івано-Франківської области України.
Закінчив історико-педагогічний факультет Івано-Франківського педагогічного інституту (1976, нині Прикарпатський національний університет).
Працював:
- учителем історії та географії в с. Устечко Заліщицького району (1976—1978);
- в органах УМВС у м. Львів (1978—1994, підполковник міліції);
- викладачем кафедри соціальних дисциплін Львівського інституту внутрішніх справ при Українській академії внутрішніх справ (1994—2004).

З 2004 року — старший викладач, доцент кафедри загальноекономічних і гуманітарних дисциплін Івано-Франківського інституту менеджменту ТНЕУ (нині Західноукраїнський національний університет).
З 2008 року — провідний фахівець відділу історії науково-дослідного Інституту історії, етнології і археології Карпат Прикарпатського національного університету .

### Громадська діяльність
Співорганізатор (1991) регіонального громадсько-культурного товариства «Гуцульщина» у Львові.

### Наукова діяльність
У 1989 році захистив дисертацію на ступінь кандидата історичних наук на тему "История заселения Галической земли в XIV-XVIII вв".
У 2010 році захистив докторську дисертацію «Соціально-економічне становище і культурне життя німецької меншини Східної Галичини (20 — 30-і роки XX ст.)».
Досліджує історію та старожитності Гуцульщини, вивчає документи з історії Прикарпаття середніх віків, зокрема, такі, де вперше згадуються населені пункти нашого краю.
Організатор трьох археологічних експедицій для вивчення та дослідження пам'яток Косівщини. Спільно з археологом М. Бандрівським брав участь у розкопках гальштатського солеварного центру в Космачі.
Член редколегії журналів «Гражда» та «Грегіт».
Учасник багатьох наукових конференцій, симпозіумів, конгресів, всесвітніх Гуцульських фестивалів та етнофестивалів «Великдень у Космачі».
Автор:
- 190 наукових праць:
  - «Першовитоки. Нариси історії заселення Заліщанщини від найдавніших часів до наших днів» (1994), «Новоселиця над Рибницею» (2006), «Соціально-економічне становище і культурне життя німецької меншини Східної Галичини (20-30-і роки ХХ ст.)» (2008), бібліографічний довідник «Космач над Пістинькою» (2011).
- 400 історико-краєзнавчих публікацій публікацій у періодиці:
  - «Із літопису заселення Галицької Гуцульщини» (1982), «Як і коли заселялось Прикарпаття» (1984), «Чи була волоська колонізація Українських Карпат?» (1992), «Найдавніший інвентар Микуличина», «Торгівля на Галицькій Гуцульщині» (1996), «Хронологія перших згадок міст і сіл Косівщини» (1997), «З хроніки села Уторопів» (1998) і ін.

Співавтор колективних монографій:
- «Гуцульщина» (1989), «Старожитності Косівщини» (1997) та «Старожитності Гуцульщини» (2011), довідника «Населені пункти Косівщини» (1995), видань «Вовчківці: віхи історії» (2010), І-IV томів «Історії Гуцульщини» (1999—2002).